# Keiko Fujimori

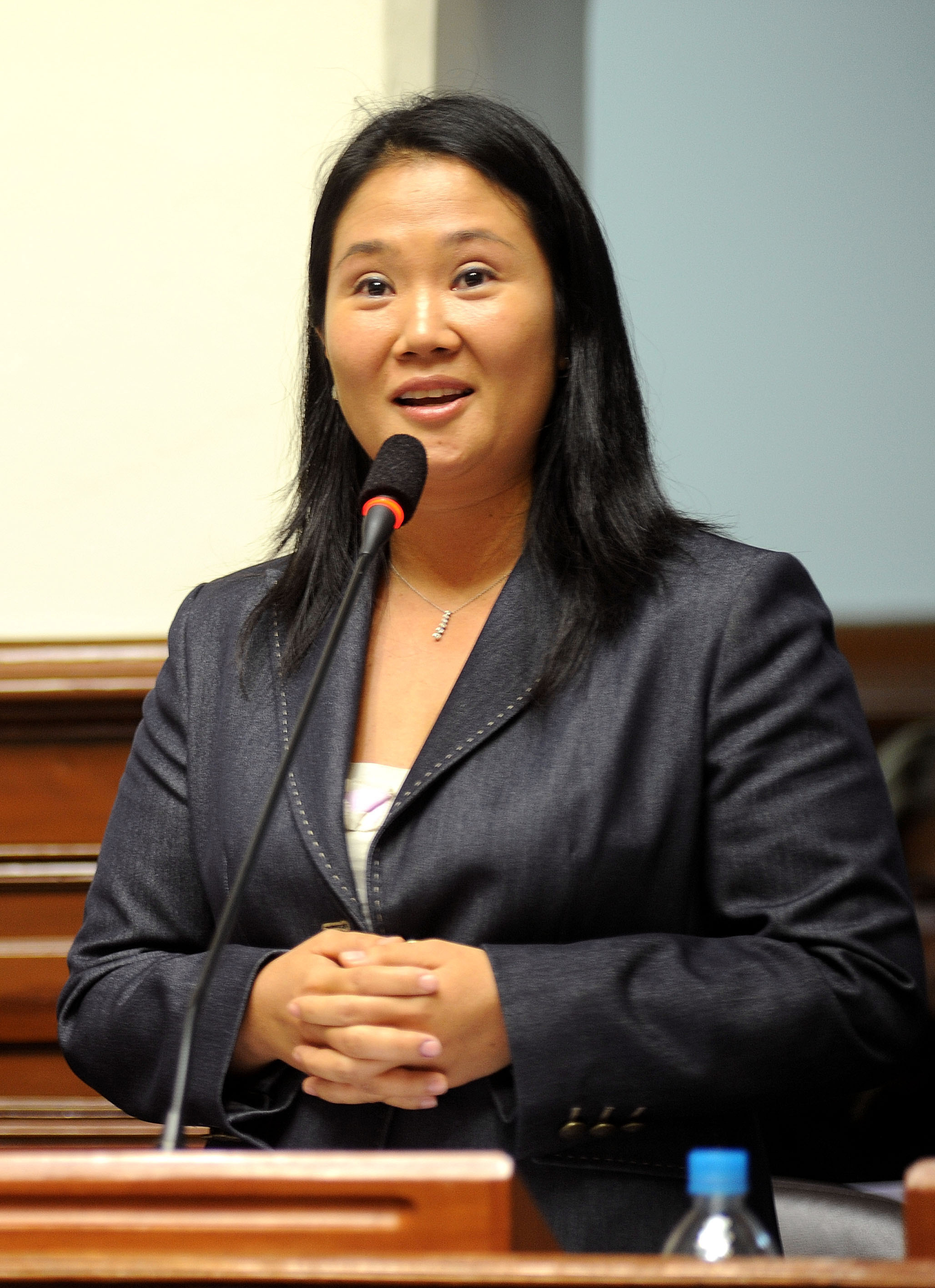
Keiko Fujimori (2010)

Keiko Sofía Fujimori Higuchi (jap. 藤森 恵子, Fujimori Keiko) (* 25. Mai 1975 in Lima) ist eine peruanische Politikerin (Fuerza Popular).

## Leben

### Herkunft, Ausbildung, Privatleben
Keiko Fujimoris Eltern sind der ehemalige Präsident von Peru Alberto Fujimori und die frühere Kongressabgeordnete Susana Higuchi.
Im Jahr 1992 beendete Keiko an der Sagrados Corazones Recoleta in Lima ihre Schullaufbahn. Im folgenden Jahr ging sie für ein betriebswirtschaftliches Studium in die Vereinigten Staaten. Sie begann das Studium an der Stony Brook University und erwarb 1997 einen Abschluss als Bachelor an der Boston University.
Keiko Fujimori ist mit Mark Vito Villanella verheiratet, einem US-Amerikaner, der 2009 die peruanische Staatsbürgerschaft annahm. Sie haben mit der im Jahr 2007 geborenen Kyara Sofia und der 2009 geborenen Kaori Marcela zwei Töchter.

### Anfänge der Karriere als Politikerin
Im August 1994, nach der Scheidung ihrer Eltern, wurde sie von ihrem Vater zur Primera Dama von Peru ernannt. Im Alter von 19 Jahren, während ihres Studiums, wurde sie die jüngste First Lady des amerikanischen Kontinents.
Nach dem Rücktritt ihres Vaters blieb Keiko bis zum Jahre 2004 in Peru und erwarb anschließend einen Abschluss als Master of Business Administration (MBA) an der Columbia University in New York. Allerdings unterbrach sie 2005 für die Rückkehr nach Peru ihr Studium, nachdem ein Auslieferungsverfahren gegen ihren Vater angestrengt wurde. Sie wurde Anführerin der politischen Gruppierung ‚Fujimorista’. Im April 2006 wurde sie zur Abgeordneten des Kongresses von Peru gewählt.
Als Kongressabgeordnete und Vorsitzende der Partei hat sich Keiko, ähnlich wie seinerzeit ihr Vater, insbesondere für eine Verschärfung der Sicherheitsgesetze eingesetzt. In ihrer Rolle als Oppositionsführerin wurde z. B. ein Gesetz vorgeschlagen, das Zuwendungen für Gefangene beschränkt, die schwerwiegende Straftaten begangen haben. Des Weiteren wurde von ihr ein zusätzliches Gesetz vorgeschlagen, welches Richter zur Verhängung von Höchststrafen für Wiederholungstäter verpflichtet. Gemeinsam mit anderen Fujimorista-Kongressabgeordneten arbeitete sie an einem Entwurf für ein Gesetz, das die Todesstrafe für schwerwiegende Verbrechen ermöglichen soll.

### Parteigründung und Präsidentschaftswahlen
Im Jahr 2009 begann Keiko Fujimori mit der Sammlung von Unterschriften für die Gründung ihrer eigenen politische Partei, Fuerza Popular. Nachdem mehr als eine Million Unterschriften im ganzen Land gesammelt wurden, erkannte die zuständige Verwaltungsstelle „Jurado Nacional de Elecciones“ (Nationales Komitee für Wahlen) die Partei im März 2010 formell an.
Meinungsumfragen räumten ihr gute Chancen für einen Sieg bei der Präsidentschaftswahl 2011 ein. Im Wahlkampf sprach sie sich für eine liberalisierte Wirtschaftspolitik und schärfere Sicherheitspolitik aus. Unter anderem sollten private Investitionen gefördert, die Todesstrafe eingeführt und mehr Gefängnisse gebaut werden. Während des Wahlkampfes wurde ihr wenig Achtung beim Umgang mit Menschenrechten vorgeworfen. Immer wieder wurde öffentlich vermutet, ob die Befreiung ihres Vaters aus dem Gefängnis das Hauptziel der Kandidatur Keiko Fujimoris und allgemein der Fuerza Popular sei. In Erwiderung dieser Vermutungen äußerte sich Fujimori Mitte April 2011 gegenüber der Presse mit den Worten: „Yo juro por Dios que no voy a indultar a Alberto Fujimori“ (deutsch: „Ich schwöre bei Gott, dass ich Alberto Fujimori nicht begnadigen werde“). Eine entsprechende Beteuerung des Kandidaten für das Amt des Vizepräsidenten ihrer Partei war dieser Aussage vorausgegangen. Die Stichwahl gegen den Politiker Ollanta Humala verlor sie Anfang Juni 2011 knapp.

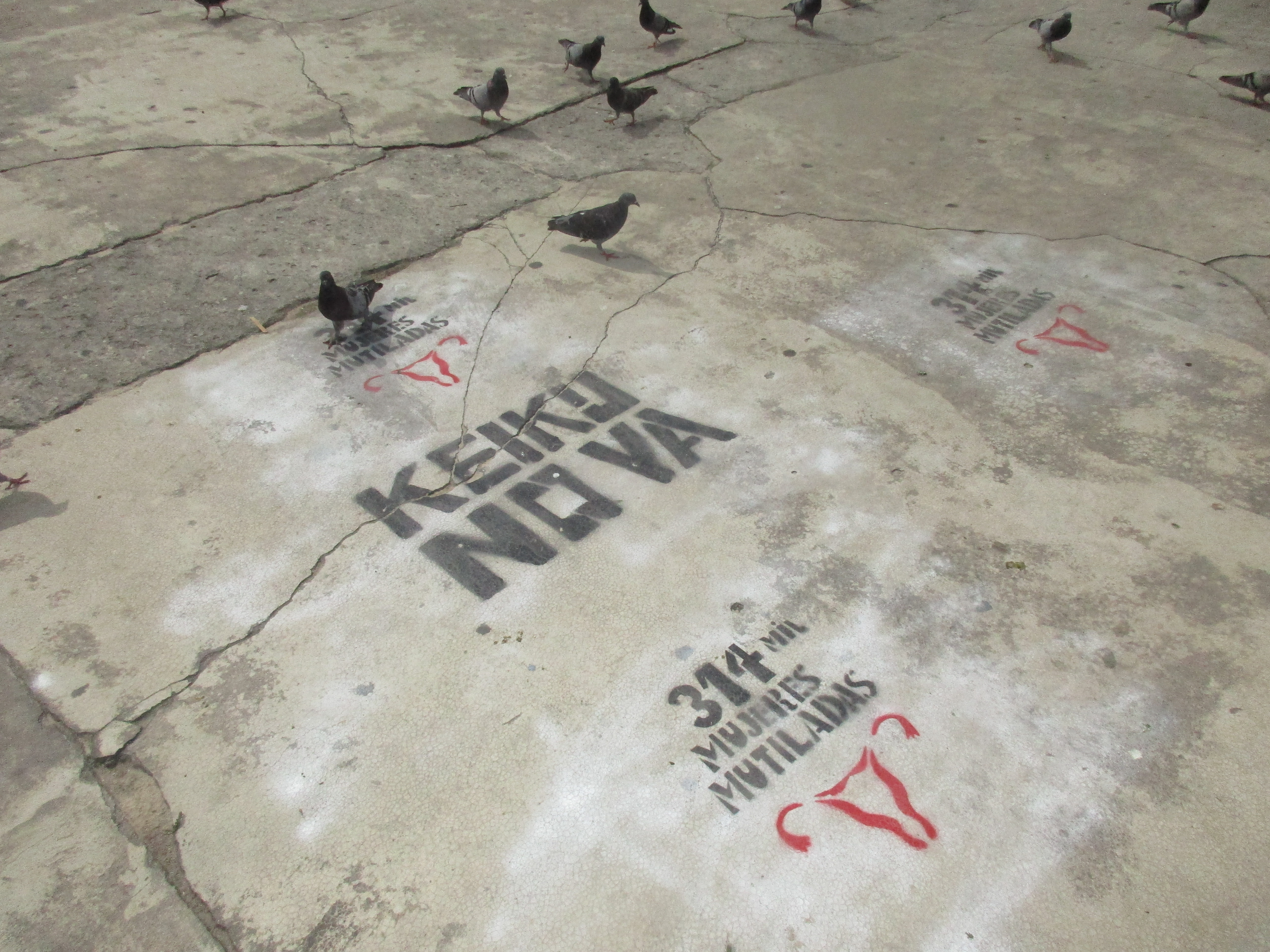
Parole in Lima gegen Keiko Fujimori in Erinnerung an die massenhaften Zwangssterilisationen insbesondere von Quechua-Frauen unter der Regierung Alberto Fujimori, als Keiko Primera Dama war

Zur Präsidentschaftswahl 2016 trat Fujimori erneut an. Im ersten Wahlgang kam sie vor Pedro Pablo Kuczynski und Verónika Mendoza auf den ersten Platz, verfehlte dabei aber die nötige absolute Mehrheit mit 39,2 % der Stimmen, wodurch eine Stichwahl erforderlich wurde. Im zweiten Wahlgang unterlag sie knapp dem ehemaligen Ministerpräsidenten Pedro Pablo Kuczynski, der mit 50,12 % der Stimmen zum neuen Staatspräsidenten gewählt wurde. Die Partei Fuerza Popular besaß hingegen im Parlament eine absolute Mehrheit.
Wegen des Verdachts der Bestechlichkeit im Zuge der umfassenden Bestechung lateinamerikanischer Politiker durch den Odebrecht-Konzern wurde Keiko Fujimori im Oktober 2018 in Untersuchungshaft gesetzt, zunächst für acht Tage, dann, durch ein zweites Urteil für bis zu 36 Monate, bis zum Abschluss der Ermittlungen wegen des Verdachts der Geldwäsche. Im November 2019 hob das Verfassungsgericht die Untersuchungshaft auf.
Bei der Präsidentschaftswahl 2021 holte Fujimori 13,4 % der Stimmen. Dies reichte aus, um als Zweitplatzierte gegen den Linkspopulisten Pedro Castillo in die Stichwahl zu ziehen. Nach erfolglosen Versuchen, Teile der abgegebenen Stimmen für ungültig erklären zu lassen, unterlag sie schließlich mit knapp 49,87 % zu 50,12 %. Moises Vega Romero, einer der leitenden Gewerkschafter Perus, warf Fujimori aufgrund ihrer Verzögerungstaktik vor, einen „langsamen Staatsstreich“ durchführen zu wollen.